# 塞斯潘
塞斯潘（英語：Seaspan ULC）是太平洋西北地区一家海洋運輸公司。公司旗下有造船厂、铁路渡轮以及拖船和驳船运输公司。Seaspan是华盛顿公司的一部分，由丹尼斯-华盛顿拥有。塞斯潘由两家拖船公司于1970 年合并而成，這兩家公司分別是1898年成立的Vancouver Tug Boat Company和1924年成立的Island Tug & Barge。

## 海上運輸
塞斯潘是一家著名的海上運輸公司，擁有龐大拖船和駁船船隊，為北美西岸提供服務。旗下駁船主要從森林中運輸材料（原木、木片、混合廢木料、木材、木漿、紙張和新聞用紙）、礦物（骨料和石灰岩）、軌道車、機械、燃料和供應給沿海地區。塞斯潘還為溫哥華港、維多利亞港、埃斯奎莫爾特港和卑詩省其他港口提供船舶靠泊服務。